# Parc René-Dumont
Le parc René-Dumont est un espace vert situé à Villeurbanne dans le quartier de Charpennes-Tonkin. D'une surface de 2 500 m2, il rend hommage à René Dumont, agronome français (1904-2001).